# Lióvikha
Lióvikha (en rus: Лёвиха) és un poble (un possiólok) de l'óblast de Sverdlovsk, a Rússia, segons el cens del 2010 tenia 2.881 habitants.